# Alsókubini járás
Az Alsókubini járás (szlovákul Okres Dolný Kubín) Szlovákia Zsolnai kerületéhez tartozó járás. Területe 490 km², lakosainak száma 39 520 (2011), székhelye Alsókubin (Dolný Kubín).

## Története
Az Alsókubini járás 1922-ig egyike volt az egykori Árva vármegye járásainak. A mai járás hat északkeleti községe (Árvaváralja a hozzá tartozó Alsólehotával, továbbá Felsőlehota, Parasztdubova, Dluha, Kriva és Chlebnice) 1922 előtt a Vári járáshoz tartozott, viszont ide tartozott Oláhdubova, amit 1949-ben csatoltak el a Rózsahegyi járáshoz. A megye 1918-tól Csehszlovák uralom alatt állt, amit a trianoni békeszerződés erősített meg.
1923-ban a mai Szlovákia területét hat nagymegyére osztották, a járás ezek közül Vágmente megyéhez (Považská župa) került. 1928-ban a nagymegyék is megszűntek, Csehszlovákiát négy tartományra osztották, ekkor a járás a Csehszlovákián belüli Szlovákia része lett. 1939-ben, amikor Csehszlovákia megszűnt, a független Szlovákiában ismét hat megyét hoztak létre, az Alsókubini járás ezek közül Tátra megyéhez (Tatranská župa) tartozott.
A második világháború után újjáalakult Csehszlovákia közigazgatási beosztása hasonló volt az 1928-38 közöttihez, az Alsókubini járás ismét a szlovák tartományhoz tartozott. 1949-ben viszont az 1923-28 közötti nagymegyékhez hasonló nagyobb közigazgatási egységeket hoztak létre, de ezek neve most kerület (kraj) lett, és járásunk a Zsolnai kerülethez került.
1960-ban a kerületek száma Szlovákiában hatról háromra csökkent, a járás pedig a Közép-Szlovákiai kerület része lett. Szintén 1960-tól jelentősen átszervezték a járásokat is, a korábbiaknál sokkal nagyobbakat hozva létre. Az Alsókubini járásba beolvasztották a Námesztói járást és a mai Turdossini járás helyén addig létezett Trsztenai járást is, így az magába foglalta az egykori Árva vármegye szinte egészét. A kerületek 1990-ben ismét megszűntek és csak a (nagy)járások maradtak Csehszlovákiában.
1996-ban a már független Szlovákia közigazgatási felosztását ismét jelentősen átalakították. A járások száma 38-ról 79-re nőtt és ezeket nyolc kerületbe osztották be, az Alsókubini járás ismét a Zsolnai kerület része lett, mint 1949 és 1960 között.

## Népessége
| Év:            | 1994.  | 2004.   | 2014.   | 2024.   |
| -------------- | ------ | ------- | ------- | ------- |
| Emberek száma: | 38 497 | 39 458  | 39 469  | 38 726  |
| Eltérés:       |        | +2,49 % | +0,02 % | -1,88 % |

| Év:            | 2023.  | 2024.   |
| -------------- | ------ | ------- |
| Emberek száma: | 38 734 | 38 726  |
| Eltérés:       |        | -0,02 % |

## Az Alsókubini járás települései
(Zárójelben a szlovák név szerepel.)
- Alsókubin (Dolný Kubín)
- Árvaváralja (Oravský Podzámok)
- Bezine (Bziny)
- Chlebnice
- Dluha (Dlhá nad Oravou)
- Felsőkubin (Vyšný Kubín)
- Felsőlehota (Horná Lehota)
- Isztebne (Istebné)
- Jaszenova (Jasenová)
- Kralován (Kraľovany)
- Kriva (Krivá)
- Lestin (Leštiny)
- Malatina (Malatiná)
- Medzibrogy (Medzibrodie nad Oravou)
- Nagyfalu (Veličná)
- Oszádka (Osádka)
- Parasztdubova (Sedliacka Dubová)
- Párnica
- Pokrivács (Pokryváč)
- Poruba (Oravská Poruba)
- Pribis (Pribiš)
- Pucó (Pucov)
- Zázriva (Zázrivá)
- Zsaskó (Žaškov)